# Matthew Stuart
Matthew Stuart, Conte di Lennox (Dumbarton, 21 settembre 1516 – Stirling, 4 settembre 1571), fu il quarto conte di Lennox, e un leader della nobiltà cattolica in Scozia.

## Biografia
Era figlio di John Stewart, III conte di Lennox. Suo nipote fu Giacomo VI di Scozia.

## Conflitto con il reggente Arran (1543-1547)
Trascorse gran parte della sua giovinezza in esilio in Inghilterra, ma ritornò in Scozia per affermare le sue pretese alla linea di successione quando Giacomo V morì nel 1542. Lennox poteva vantare forti pretese al trono nel caso che la figlia del re, Maria, una bambina, fosse morta senza figli. Matthew Stewart era cugino di secondo grado di Giacomo V, essendo un bisnipote di Mary Stewart, contessa di Arran, la figlia di Giacomo II di Scozia, attraverso la figlia di lei, Elizabeth Hamilton. Tuttavia, il conte di Arran, James Hamilton, era discendente da un figlio maschio della contessa di Arran, e quindi deteneva una pretesa più forte. Di conseguenza, Lennox era al massimo terzo in linea di successione, preceduto anche dai figli di Arran, e fu proprio Arran ad essere creato reggente di Scozia. Nel 1543, i sostenitori di Lennox contestarono la legittimità e la pretesa di Arran insinuando che il divorzio ed il secondo matrimonio di suo padre non aveva valore.
Lennox arrivò al castello di Dumbarton con due navi nel 1543. Arrivò ad Edimburgo, ma rifiutò di ratificare la posizione di Arran come seconda persona e reggente. Arran stava spingendo verso l'alleanza con l'Inghilterra stipulando il trattato di Greenwich il 1 luglio 1543, acconsentendo al matrimonio tra Maria, regina di Scozia, ed il figlio di Enrico VIII d'Inghilterra, Edoardo, principe di Galles. Arran cominciò a fortificare il palazzo di Linlithgow, dove Maria era ospitata con sua madre Maria di Guisa. I sostenitori del cardinale Beaton e di Lennox si accamparono fuori palazzo ma mancava l'artiglieria per un assalto. I loro rappresentanti discussero con gli uomini di Arran a Kirkliston, nei pressi di Edimburgo, e fu raggiunto un accordo. D'ora in avanti, Arran avrebbe governato con il parere di un consiglio, e la regina bambina si sarebbe trasferita al castello di Stirling. Lennox scortò Maria a Stirling il 26 luglio 1543.
Sebbene Lennox era venuto in Scozia attirato dalla prospettiva del matrimonio con Maria di Guisa, da settembre, a Lennox era stato offerto la possibilità di sposarsi con Lady Margaret Douglas, figlia di Margherita Tudor e sorellastra del defunto Giacomo V. Dopo che Lennox sequestrò denaro e artiglieria francesi inviati a Maria di Guisa, ella offrì persino la mano della figlia in matrimonio. Quando il parlamento di Scozia respinse il trattato di Greenwich, Lennox cambiò partito e sostenne gli sforzi militari di Enrico VIII d'Inghilterra per assicurare un matrimonio nella guerra del brutale corteggiamento. Dopo la sconfitta dei suoi sostenitori nella battaglia di Glasgow Muir, fuggi ancora una volta in Inghilterra.
Quando l'esercito inglese si avvicinò a Edimburgo prima della battaglia di Pinkie Cleugh, lontano a ovest un'invasione diversiva di 5000 uomini fu guidata da Thomas Wharton e Lennox l'8 settembre 1547. Presero Castlemilk e bruciarono Annan dopo una lotta amara per catturare la sua chiesa fortificata.

## Matrimonio e vita successiva
Nel 1544, Matthew Stewart sposò Lady Margaret Douglas, che aveva una pretesa al trono inglese. I loro figli furono: Henry, nato nel 1545 a Temple Newsam, che alla fine sposò Maria, regina di Scozia; e Charles, nato nel 1556 e morto nel 1576, che sposò Elizabeth Cavendish nel 1574, figlia di Sir William Cavendish e Bess di Hardwick. I nipoti di Lennox furono: da Henry, re Giacomo VI di Scozia e I d'Inghilterra, e da Charles, Lady Arbella Stuart.
Nel 1548, fece tre promesse a Maria di Guisa per il suo consenso al matrimonio francese della figlia. Queste erano: che lui i suoi amici e servitori avrebbero preservato la fede cattolica in Scozia; avrebbero custodito la Auld Alliance; Maria di Guisa sarebbe rimasta tutrice di sua figlia, la regina; egli avrebbe punito tutti coloro che sostenevano il re d'Inghilterra.
Tornò in Scozia in seguito alla sollecitazione di Elisabetta I d'Inghilterra durante i negoziati per il matrimonio di Maria, regina di Scozia, nel 1564. Egli prontamente occupò la sua posizione come signore più potente nell'area di Glasgow e fu strumentale per il matrimonio di suo figlio maggiore, Lord Darnley, con la regina. Se Elisabetta avesse inteso ciò (in modo da eliminare la minaccia di un matrimonio continentale), come talvolta ipotizzato, rimane dubbio. Elisabetta reagì con disapprovazione e fece confinare la moglie di Lennox nella torre di Londra. Dall'agosto 1565, William Cecil aveva sentito che l'insolenza di Darnley aveva condotto fuori Lennox dalla corte scozzese.
Dopo che Darnley fu ucciso all'inizio del 1567, Lennox era il più ardente nel fare giustizia nei confronti dei signori che avevano cospirato nell'omicidio. Divenne anche il principale testimone contro Maria, anche se il suo coinvolgimento nell'omicidio, ritenuto essere stato eseguito dal suo successivo marito, Lord Bothwell, è controversa.
Nel 1570, Lennox diventò reggente per suo nipote, Giacomo VI, ma il partito della regina gli dichiarò guerra. Fu ucciso l'anno successivo in una scaramuccia quando il partito della regina attaccò Stirling. L'irruzione su Stirling il 4 settembre 1571 fu guidata dal conte di Huntly, Claude Hamilton, e i laird di Buccleuch e Ferniehurst. I primi rapporti dicevano che era stato ucciso dalla sua stessa fazione. William Kirkcaldy di Grange disse che il colpo fu sparato dal partito della regina, e un altro rapporta indica David Bochinant come l'assassino.